# 국사봉 유적
국사봉 유적(國師峰 遺蹟)는 대전광역시 중구 무수동에 있는 유적이다. 1995년 5월 27일 대전광역시의 문화재자료 제38호로 지정되었다.

## 개요
국사봉은 대전광역시 중구 무수동 마을 뒷산을 말하며, 이곳의 정상부에는 옛날에 제사를 지냈던 장소로 추정되는 유적이 있다.
이 유적은 동·서를 축으로 능선 정상에 돌로 쌓아 만들었는데, 규모는 동서 8m, 남북 5m, 둘레 25m 가량이다. 유적의 남·서쪽과 북쪽은 자연암반에 의지하여 만들었는데, 대부분은 현재 붕괴된 상태이다.
붕괴된 돌 사이에서는 흙으로 만든 말인 토마(土馬)를 비롯하여 자기 조각과 기와 조각이 약간 발견되었다. 자기류는 청자·분청사기·백자조각 등이고, 기와조각은 매우 조잡하게 만들어진 것이다. 토마는 머리와 몸체를 함께 만들고 다리, 꼬리, 눈, 안장을 별도로 제작하여 붙였다.
국사봉 유적은 돌 쌓은 규모가 비교적 작으며, 출토유물을 살펴볼 때 제사를 지내기 위한 자리였을 것으로 추정된다.

## 참고 자료
- 국사봉유적 - 국가유산청 국가유산포털